# Apoica gelida
Apoica gelida är en getingart som beskrevs av Vecht 1972. Apoica gelida ingår i släktet Apoica och familjen getingar. Inga underarter finns listade i Catalogue of Life.